# Fenton (Iowa)
Pour les articles homonymes, voir Fenton.
La ville de Fenton est une localité du comté de Kossuth, situé dans l’Iowa, aux États-Unis. Elle comptait 317 habitants lors du recensement de 2000. 

## Démographie
Selon le recensement de 2000, il y avait 317 habitants, 157 ménages et 89 familles résidant dans la ville. La densité de population était de 317 habitants par km2. La composition raciale était composée à 98,11 % de blancs.